# Walter Kemmerling
Walter Kemmerling (* 28. Juni 1921 in Essen; † 22. September 1989 in Celle) war ein deutscher Wasserbautechniker und Hochschullehrer. Er war von 1983 bis 1987 Rektor der Technischen Universität Wien.

## Leben
Walter Kemmerling studierte ab 1940 und durch Krieg und Gefangenschaft unterbrochen von 1945 bis 1949 an der Technischen Hochschule Hannover Bauingenieurswesen mit Schwerpunkt Wasserbau. 1957 promovierte er zum Dr.tech. Von 1949 bis 1955 war er als Assistent an der Technischen Hochschule Hannover im Bereich Siedlungswasserwirtschaft und landwirtschaftlichen Wasserbau tätig, von 1955 bis 1973 übte er unter anderem in Hildesheim und Celle wissenschaftliche Tätigkeiten als Angestellter der niedersächsischen Landesregierung aus.
1968 erhielt er einen Lehrauftrag an der Universität Göttingen, 1969 eine Gastprofessur an der Technischen Hochschule Wien, wo er 1970 zum ordentlichen Professor für Gewässerregulierung und landwirtschaftlichen Wasserbau berufen wurde. In den Studienjahren 1979/80 bis 1981/82 war er Dekan der Fakultät für Bauingenieurwesen, von 1983/84 bis 1986/87 Rektor der Technischen Universität Wien. In seiner Amtszeit konnte der Gebäudekomplex Freihaus teilweise bezogen werden. 1984 gründete seine Frau Gisela das Orchester der TU Wien.
Von 1985 bis 1987 war Kemmerling Vorsitzender der Österreichischen Rektorenkonferenz und damit der erste Rektor der TU Wien, der dieses Amt bekleidete.
Er war Mitglied der katholischen Studentenverbindungen AV Frisia Hannover (seit 1946), KÖHV Alpenland Wien (seit 1982) und KÖHV Nordgau Wien (seit 1982).

## Auszeichnungen
- 1986: Ehrenmedaille der Bundeshauptstadt Wien in Gold
- Großes Goldenes Ehrenzeichen für Verdienste um die Republik Österreich[2]

## Publikationen (Auswahl)
- 1982: Ökologie von Fliessgewässern – ingenieurbiologische Sicherungsmassnahmen / 2. Seminar Landschaftswasserbau an der TU Wien, Institut für Wassergüte und Landschaftswasserbau der TU Wien
- 1983: Die Entsorgung gefährlicher Sonderabfälle / 6. Seminar Abfallwirtschaft an der TU Wien, Institut für Wassergüte und Landschaftswasserbau der TU Wien
- 1984: Untersuchungen zur raschen Entgasung von Mülldeponien, gemeinsam mit Walter Scharf, Institut für Wassergüte und Landschaftswasserbau der TU Wien/Bundesministerium für Gesundheit und Umweltschutz
- 1985: Revitalisierung von Fliessgewässern / 3. Seminar Landschaftswasserbau an der TU Wien, gemeinsam mit Emil Wurzer, Institut für Wassergüte und Landschaftswasserbau der TU Wien
- 1985: Revitalisierung von Kiesgruben / 4. Seminar Landschaftswasserbau an der TU Wien, gemeinsam mit Otto Vollhofer, Institut für Wassergüte und Landschaftswasserbau der TU Wien
- 1986: Naturnahe Gestaltung von Stauhaltungen / 5. Seminar Landschaftswasserbau an der TU Wien, gemeinsam mit Walter Binder, Institut für Wassergüte und Landschaftswasserbau der TU Wien
- 1986: Ausgewählte Probleme der Stauraumgestaltung / 6. Seminar Landschaftswasserbau an der TU Wien, gemeinsam mit Karl-Heinz Hartge, Institut für Wassergüte und Landschaftswasserbau der TU Wien
- 1986: Anforderungen an Mülldeponien – Grundlagen zum Richtlinienentwurf / 7. Seminar Abfallwirtschaft an der TU Wien, gemeinsam mit Leopold Zahrer, Institut für Wassergüte und Landschaftswasserbau der TU Wien
- 1986: Ausgewählte Kapitel aus Abfallwirtschaft und Landschaftswasserbau, gemeinsam mit Erwin Binner, Institut für Wassergüte und Landschaftswasserbau der TU Wien
- 1988: Wasserwirtschaft und Wassergüte: Stand der Wassergütebewertung, gemeinsam mit Heinz Flamm, Österreichische Gesellschaft für Natur- und Umweltschutz
- 1988: Natur- und landschaftsgerechte Pflege und Instandhaltung von Fliessgewässern / 7. Seminar Landschaftswasserbau an der TU Wien, gemeinsam mit Alois Baumgartinger, Institut für Wassergüte und Landschaftswasserbau der TU Wien in Zusammenarbeit mit der Österreichischen Gesellschaft für Natur- und Umweltschutz